# Časna (2018.)
Časna (eng. The Nun), američki horor film iz 2018. godine redatelja Corin Hardy. Film je spin-off/prequel filma Prizivanje 2 (2016.) i peti dio franšize Prizivanje univerzum. U filmu glume Demián Bichir, Taissa Farmiga i Jonas Bloquet, a Bonnie Aarons ponavlja svoju ulogu demonske časne sestre, utjelovljenja Valaka, iz Prizivanje 2. Radnja prati rimokatoličkog svećenika i časnu sestru u njezinom novicijatu dok otkrivaju što se točno dogodilo u Rumunjskoj u 1952.
Warner Bros. Pictures i New Line Cinema najavili su fil, spin-off film za Prizivanje 2, koji je otvoren pet dana ranije, a producirali su Safran i Wan. Početni scenarij za film napisao je David Leslie Johnson. Hardy se prijavio za režiju filma s novim scenarijem Wana i Daubermana. Glavno snimanje započelo je u svibnju 2017. u Bukureštu u Rumunjskoj, a tijekom snimanja set je blagoslovio istočno-pravoslavni svećenik.
Časna je u Sjedinjenim Državama objavljena 7. rujna 2018. u izdanju Warner Bros. Pictures. Kritičari su pohvalili njegove izvedbe i atmosferu, ali su kritizirali slabu narativnu i nedosljednu logiku. Zaradio je 365 milijuna dolara diljem svijeta, postavši film s najvećom zaradom u seriji. Trenutno se razvija nastavak s Akelom Cooper koja potpisuje scenarij, a James Wan i Peter Safran koproduciraju projekt.

## Radnja filma
Godine 1952. u Rumunjskoj su dvije časne sestre koje žive u samostanu Svete Karte napadnute nevidljivom zlom silom nakon što su ušle u tunel kako bi dohvatile drevnu kršćansku relikviju. Preživjela časna sestra, sestra Victoria, bježi od napadača, demona koji se pojavljuje u obliku časne sestra, i objesi se. Njezino tijelo otkriva Frenchie, seljak koji transportira zalihe časnim sestrama.
Vatikan saznaje za incident i poziva oca Burkea u Rim, gdje ga mole da otputuje sa sestrom Irene, časnom sestrom u njezinom novicijatu, u Rumunjsku kako bi istražili situaciju. Dok sestra Irene uči djecu o odnosu vjere i znanosti u školi, majka nadređena ju prekida i obavještava je da je Burke stigao kako bi zatražio Ireninu pratnju tijekom svog putovanja u Rumunjsku.
Par putuje u Rumunjsku i sastaje se s Frenchiejem koji ih vodi do opatije. Otkrivaju Viktorijino tijelo i uzimaju ključ s njezina leša. Unutra nailaze na opaticu koja ih obavještava da časne sestre tijekom noći promatraju razdoblje tišine i nudi im smještaj u privedenom samostanu ako se sutra žele vratiti. Frenchieja napada demon dok se vraća u selo, ali bježi. Burke kaže Irene da je dječak, kojeg je u prošlosti istjerivao, Daniel, smrtno ozlijeđen tijekom rituala, a Burke je od tada sa sobom nosio teret dječakove smrti. Irene otkriva da je kao djevojčica imala vizije i da je svaka od njih zaključila s "Marija pokazuje put", zbog čega se Crkva zainteresirala za nju. Te noći Burke spašava Irene nakon što ju je demonski entitet živ zakopao na groblju.
Sljedeći dan, Irene i Burke vraćaju se u opatiju, ali samo Irene može ući dok je klauzura. Upoznaje neke druge časne sestre i saznaje da se neprestano mole, mijenjajući se u smjenama, kako bi zli entitet držali podalje. Sestra Oana otkriva povijest opatije: sagrađena je u srednjem vijeku kao dvorac od vojvode opsjednutog okultnim. Vojvoda je pozvao demona pukotinom u katakombama, ali su ga ubili kršćanski vitezovi, koji su pukotinu zapečatili bočicom napunjenom Kristovom Krvlju. Međutim, bombaški napadi tijekom Drugog svjetskog rata slučajno su ponovno otvorili razdor, oslobodivši zli entitet još jednom. Burke identificira demona kao Valaka i otkriva da je opatica cijelo vrijeme mrtva.
Frenchie se vraća u opatiju kako bi pomogao Irene i Burke. Irene napada Valak i pridružuje se časnim sestrama u očajničkoj molitvi kako bi otjerala demona. Kad se grupa ponovno okuplja, Irene otkriva da nijedna časna sestra koju je vidjela i s kojom je razgovarala nije stvarna te da se molila sama, kasnije je shvatila da je sestra Victoria bila posljednja časna sestra u opatiji i da se žrtvovala kako bi spriječila Valaka da joj opsjedne tijelo i oslobodi zlo.
Teoretizirajući da se Valak može zaustaviti samo ako zapečate rascjep Kristovom krvlju sadržanom u relikvijo, trojac uzima bočicu s ključem koji posjeduje Victoria. Irene tada obavještava Burkea da ju je Bog pozvao da položi svečane zavjete kao časna sestra i traži od Burkea da je uzdigne u status iskazane časne sestre, što on čini u kapeli opatije.
Nakon što trojac otključa vrata tunela, Irene je namamljena u pentagram i opsjednuta je Valakom. Frenchie razmaže Kristovu krv po licu, istjerujući demona. Burkea ranjava Danielov duh kad Valak počne utapati Irene u poplavljenoj komori. Irene izbacuje Kristovu krv u demonsko lice, protjerujući je dok Kristova krv zatvara rascjep. Nakon što je Frenchie oživio Irene, otkriva da mu je pravo ime Maurice. Ostali ne znaju, Maurice je bio opsjednut Valakom, o čemu svjedoči obrnuti križ na vratu.
Dvadeset godina kasnije na sveučilišnom seminaru, u Wakefieldu, Massachusetts, Carolyn Perron promatra kako Ed i Lorraine Warren predstavljaju snimke njihova pokušaja istjerivanja opsjednutog Mauricea. Na snimci, Maurice grabi Lorraine, dajući joj vizije umiranja Eda, čime započinje Warrensova istraga o haranju Perronove seoske kuće koja je bila radnja prvog filma u serijue Prizivanje. 

## Glumci i uloge
- Demián Bichir - Father Burke
- Taissa Farmiga - Sestra Irene
- Jonas Bloquet - Maurice "Frenchie" Theriault
- Bonnie Aarons - Valak / Časna
- Charlotte Hope - Sestra Victoria
- Ingrid Bisu - Sestra Oana
- Sandra Teles - Sestra Ruth
- Manuela Ciucur - Sestra Christine
- Ani Sava - Sestra Jessica
- Maria Obretin - Sestra Abigail
- Gabrielle Downey - Glavna časna sestra
- August Maturo - Daniel
- Jack Falk - zločesti Daniel
- Jonny Coyne - Gregoro
- Mark Steger - Duke
- Jared Morgan - Marquis
- Michael Smiley - biskup Pasquale
- Joseph Bishara - glas Demona

Dodatno, Patrick Wilson, Vera Farmiga, Christof Veillon, Lili Taylor i Shannon Kook pojavljuju se u snimci iz arhiva iz filma Prizivanje kao Ed i Lorraine Warren, stariji Maurice Theriault, Carolyn Perron i Drew Thomas. Sterling Jerins pojavljuje se u snimci iz arhiva iz filma Prizivanje 2 kao Judy Warren.